# Boljevci
Boljevci (cyr. Бољевци) – wieś w Serbii, w mieście Belgrad, w gminie miejskiej Surčin. W 2011 roku liczyła 4094 mieszkańców.